# فرقة محمد بن علي الهادي
فرقة محمد بن علي الهادي (سبع الدجيل)، كانت إحدى طوائف الشيعة تقول بإمامته ثم بأنه المهدي المنتظر وأنه لم يموت، وحسب المصادر الشيعية فإن اتباع هذه الفرقة هم كالإسماعيلية الذين رفضوا الاعتراف بوفاته في حياة أبيه وأصروا على القول بحياته وغيبته ومهدويته، وذلك اعتمادا على وصية أبيه إليه، وتقول الطائفة الإثناعشرية أنه توفي عام 254 هـ وكان عمره عن 41 سنة، بينما كانت تصر تلك الفرقة المنسوبة إليه أنه ما زال حيا وأنه المهدي المنتظر.
بينما كانت فرقة شيعية أخرى وهي النفيسية تعتقد بأن محمد بن علي الهادي قد نصبه أبوه علي الهادي إماما، ثم قبل وفاة محمد بن علي الهادي فإنه نصب أخوه جعفر بن علي الهادي إماما، والجدير بالذكر أن الطائفة النفيسية كانوا ينكرون إمامة الحسن العسكري.